# 远东苏维埃政权战士纪念碑
远东苏维埃政权战士纪念碑（俄語：Борцам за власть Советов на Дальнем Востоке）是一个位于俄罗斯遠東海参崴市中心的纪念碑，竣工于1961年4月29日，是远东地区最大的纪念碑。其建立的目的是为了纪念1917年二月革命和十月革命。

## 概况
远东苏维埃政权战士纪念碑的基座是由红色花岗岩制成的，而纪念碑的主体则由大理石制成。为争取在远东建立苏维埃政权，苏联远东地区的布尔什维克战士与国内外反动势力进行了艰苦卓绝的斗争，终于在1922年取得了最终胜利。为了纪念1917年二月革命和十月革命的成功，来自俄罗斯的阿列克谢伊里奇参与设计了远东苏维埃政权战士纪念碑。纪念碑周边环境优美，并没有多少现代化的摩天大厦，保留着古老欧洲的风格。纪念碑竣工于1961年4月29日，位于主干道斯维特兰大街和火车站前街阿列乌茨卡亚交叉点东侧的中央广场革命战士广场上。由于纪念碑地处海参崴市中心，各种商贩星罗棋布的分散在广场的四周，所售商品琳琅满目，颇具特色。